# Instituto Nacional de Ciência e Tecnologia Translacional em Medicina
O Instituto Nacional de Ciência e Tecnologia Translacional em Medicina ou INCT-TM é um instituto de pesquisa multicêntrico na área da medicina financiado pelo projeto Institutos Nacionais de Ciência e Tecnologia do CNPq. O coordenador do INCT-TM é o professor Flávio Kapczinski, do Laboratório de Psiquiatria Molecular da Universidade Federal do Rio Grande do Sul, e a sede do INCT-TM é na mesma universidade.

## Pesquisa Translacional
Entende-se por pesquisa translacional a pesquisa que vai desde a ciência básica até a aplicação prática daquele conhecimento. No caso da medicina um exemplo seria o estudo de uma proteína presente em canal de membrana celular, que possibilitaria o desenvolvimento de uma medicação, que posteriormente seria testada em animais e mais tarde seria usada com sucesso em seres humanos. Normalmente os grupos de pesquisa dividem-se um grupos de pesquisa básica e grupos de pesquisa clínica, deixando uma falha entre esses dois tipos de pesquisa, e por isso, algumas vezes o conhecimento produzido pela pesquisa básica não é bem aproveitado. 

## Objetivos
O objetivo do INCT Translacional em Medicina é integrar grupos de pesquisa básica com grupos de pesquisa clínica, fechando a falha entre esses dois tipos de pesquisa. Os pesquisadores usam técnicas de proteômica e transcriptômica para identificar proteínas-alvo que possam influir na expressão gênica e no tratamento farmacológico de doenças clínicas. Através da pesquisa translacional pretende-se desenvolver produtos e patentes.

## Os Grupos de Pesquisa
Para atingir os seus objetivos o INCT-TM conta com centros de pesquisa básica e clínica. Os coordenadores dos centros de pesquisa e suas respectivas universidades são:
- Prof. Nadja Schroder - Pontifícia Universidade Católica do Rio Grande do Sul
- Prof. Jaime Eduardo Hallak - Universidade de São Paulo - Ribeirão Preto
- Prof. João Quevedo - Universidade do Extremo Sul Catarinense
- Prof. Antônio Egidio Nardi - Universidade Federal do Rio de Janeiro
- Prof. Flávio Kapczinski - Universidade Federal do Rio Grande do Sul

Além dos 5 centros principais listados acima o INCT-TM conta com diversos colaboradores nacionais e internacionais como a Prof. Rocío Martín-Santos (Universidade de Barcelona, Espanha) e o Prof. Trevor Young (University of Britsh Columbia, Canadá), por exemplo.

## Ligações Externas
- INCT Translacional em Medicina
- Institutos Nacionais de Ciência e Tecnologia - CNPq
- Centro de Desenvolvimento Tecnológico em Saúde (CDTS) PESQUISA TRANSLACIONAL?